# رافاييل مورا
رافاييل مورا (بالبرتغالية: Rafael Moura‏) (23 مايو 1983 في البرازيل - ) هو لاعب كرة قدم برازيلي في مركز الهجوم. لعب مع أتلتيكو باراناينسي وأتلتيكو مينييرو ونادي إنترناسيونال ونادي غوياس ونادي فلومينينسي ونادي فيتوريا ونادي فيغورينسي ونادي كورينثيانز ونادي لوريان ونادي بايساندو ‏ ونادي لوكارنو.

## وصلات خارجية
- رافاييل مورا على موقع رابطة كرة القدم الفرنسية للمحترفين (الإنجليزية)
- رافاييل مورا على موقع قاعدة بيانات كرة القدم.إي يو (الإنجليزية)
- رافاييل مورا على موقع ليكيب (الفرنسية)
- رافاييل مورا على موقع Soccerway.com (الإنجليزية)
- رافاييل مورا على موقع AS.com (الإسبانية)